# Croix solaire
 (mars 2024).
Si vous disposez d'ouvrages ou d'articles de référence ou si vous connaissez des sites web de qualité traitant du thème abordé ici, merci de compléter l'article en donnant les références utiles à sa vérifiabilité et en les liant à la section « Notes et références ».

Symbole de la croix solaire.

La croix solaire est un symbole existant depuis longtemps[réf. incomplète].
Une croix solaire ou croix de roue est un symbole solaire constitué d'une croix équilatérale à l'intérieur d'un cercle .
La conception se retrouve fréquemment dans le symbolisme des cultures préhistoriques, en particulier pendant les périodes du néolithique à l' âge du bronze de la préhistoire européenne. L'omniprésence du symbole et son importance apparente dans la religion préhistorique ont donné lieu à son interprétation en tant que symbole solaire, d'où le terme anglais moderne « sun cross » (un calque de l' allemand : Sonnenkreuz ).
Le même symbole est utilisé comme symbole astronomique moderne représentant la Terre plutôt que le Soleil. En pharmacie, le symbole de la croix solaire représente divers médicaments .
Après la Seconde Guerre mondiale, le symbole est de plus en plus associé aux mouvements néonazis et suprémacistes blancs .

## Interprétation comme symbole solaire
L'interprétation de la simple croix équilatérale en tant que symbole solaire dans la religion de l'âge du bronze était très répandue dans l'érudition du XIXe siècle. La croix en cercle a été interprétée comme un symbole solaire dérivé de l'interprétation du disque du Soleil comme la roue du char du dieu Soleil . Wieseler (1881) a postulé une rune gothique (non attestée) hvel (« roue ») représentant la divinité solaire par le symbole « roue » d'une croix en cercle, reflété par la lettre gothique hwair (𐍈).
Le terme anglais « Sun-Croix », d'autre part, est relativement récente, apparemment prêta de l' allemand Sonnenkreuz, utilisé dans la 1955 traduction de Rudolf Koch du Livre de signes[pas clair].
Le terme allemand Sonnenkreuz a été utilisé dans la littérature savante du XIXe siècle pour désigner tout symbole de croix interprété comme un symbole solaire, une croix équilatérale avec ou sans cercle, ou une croix oblique (croix de Saint-André ). Sonnenkreuz a été utilisé pour la conception du drapeau de l'Union paneuropéenne dans les années 1920. Dans les années 1930, une version du symbole aux bras cassés (ressemblant à une croix gammée) était populaire en tant que lien entre le christianisme et le paganisme germanique dans le völkisch German Faith Movement.